# Rolandas Makrickas

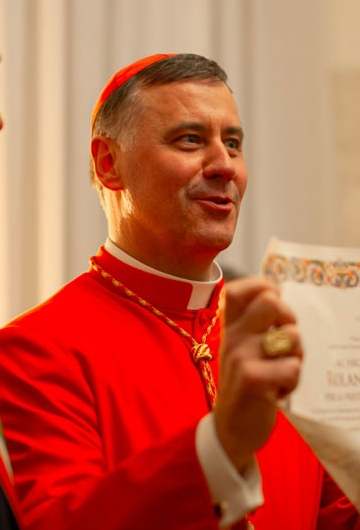
Kardinal Makrickas am Tag seiner Kreierung

Kardinalswappen von Rolandas Makrickas

Rolandas Kardinal Makrickas (* 31. Januar 1972 in Biržai) ist ein litauischer römisch-katholischer Geistlicher und Kurienkardinal.

## Leben
Nach dem Abitur an der 1. Sekundarschule in Biržai studierte er von 1990 bis 1991 am Priesterseminar Kaunas. Rolandas Makrickas empfing am 20. Juli 1996 das Sakrament der Priesterweihe für das Bistum Panevėžys.
Nach der Priesterweihe war er von 1996 bis 2001 Resident am Dom Vilnius, Untersekretär der Litauischen Bischofskonferenz und Verantwortlicher des Nationalkomitees für das Jubeljahr 2000. Nach weiteren Studien wurde er 2004 an der Päpstlichen Universität Gregoriana im Fach Kirchengeschichte promoviert. Zum 1. Juli 2006 trat er nach dem Abschluss an der Päpstlichen Diplomatenakademie in den diplomatischen Dienst des Heiligen Stuhls ein. Er war an den päpstlichen Vertretungen in Georgien, Schweden, den Vereinigten Staaten und in Gabun sowie in der Sektion des Staatssekretariats für Allgemeine Angelegenheiten tätig. Am 15. Dezember 2021 wurde er zum außerordentlichen Kommissar für die Papstbasilika Santa Maria Maggiore ernannt.
Papst Franziskus ernannte ihn am 11. Februar 2023 zum Titularerzbischof von Tolentino. Kardinalstaatssekretär Pietro Parolin spendete ihm am 15. April desselben Jahres in Santa Maria Maggiore die Bischofsweihe. Mitkonsekratoren waren der Erzpriester der Basilika Santa Maria Maggiore, Stanisław Kardinal Ryłko, und der Substitut des Staatssekretariats, Erzbischof Edgar Peña Parra.
Am 20. März 2024 bestellte ihn Papst Franziskus zum Koadjutorerzpriester der Basilika Santa Maria Maggiore. Im Konsistorium vom 7. Dezember 2024 nahm ihn Papst Franziskus als Kardinaldiakon mit der Titeldiakonie Sant’Eustachio in das Kardinalskollegium auf. Die Besitzergreifung seiner Titeldiakonie fand am 23. Februar des folgenden Jahres statt.
Am 11. Januar 2025 berief ihn der Papst zum Mitglied des Dikasteriums für die Bischöfe.
Im Auftrag von Papst Franziskus bereitete Makrickas den Ort für die Beisetzung des Papstes in der Basilika Santa Maria Maggiore vor. Er nahm zudem am Konklave 2025 teil.
Am 4. Juli 2025 folgte er Kardinal Ryłko im Amt des Erzpriesters der Basilika Santa Maria Maggiore nach.